# 下女 (1960年の映画)
下女 (Hangul: 하녀, Hanja: 下女, Hanyeo) は 1960年に公開されたモノクロ韓国映画。監督は金綺泳。 出演者は金振奎、イ・ウンシム、朱曾女、嚴鶯蘭 。この映画はKoreanfilm.orgで、「これまでの韓国映画のトップ3の1つ」に選ばれた。金綺泳の「女シリーズ」三部作の最初の映画であり、『水女』と『火女'82』がそれに続いた。 
2010年にイム・サンス監督によって『ハウスメイド』としてリメイクされた。『下女』はポン・ジュノ監督の『パラサイト 半地下の家族』にも大きな影響を与えた。